# Lambdina
Lambdina är ett släkte av fjärilar. Lambdina ingår i familjen mätare.

## Bildgalleri

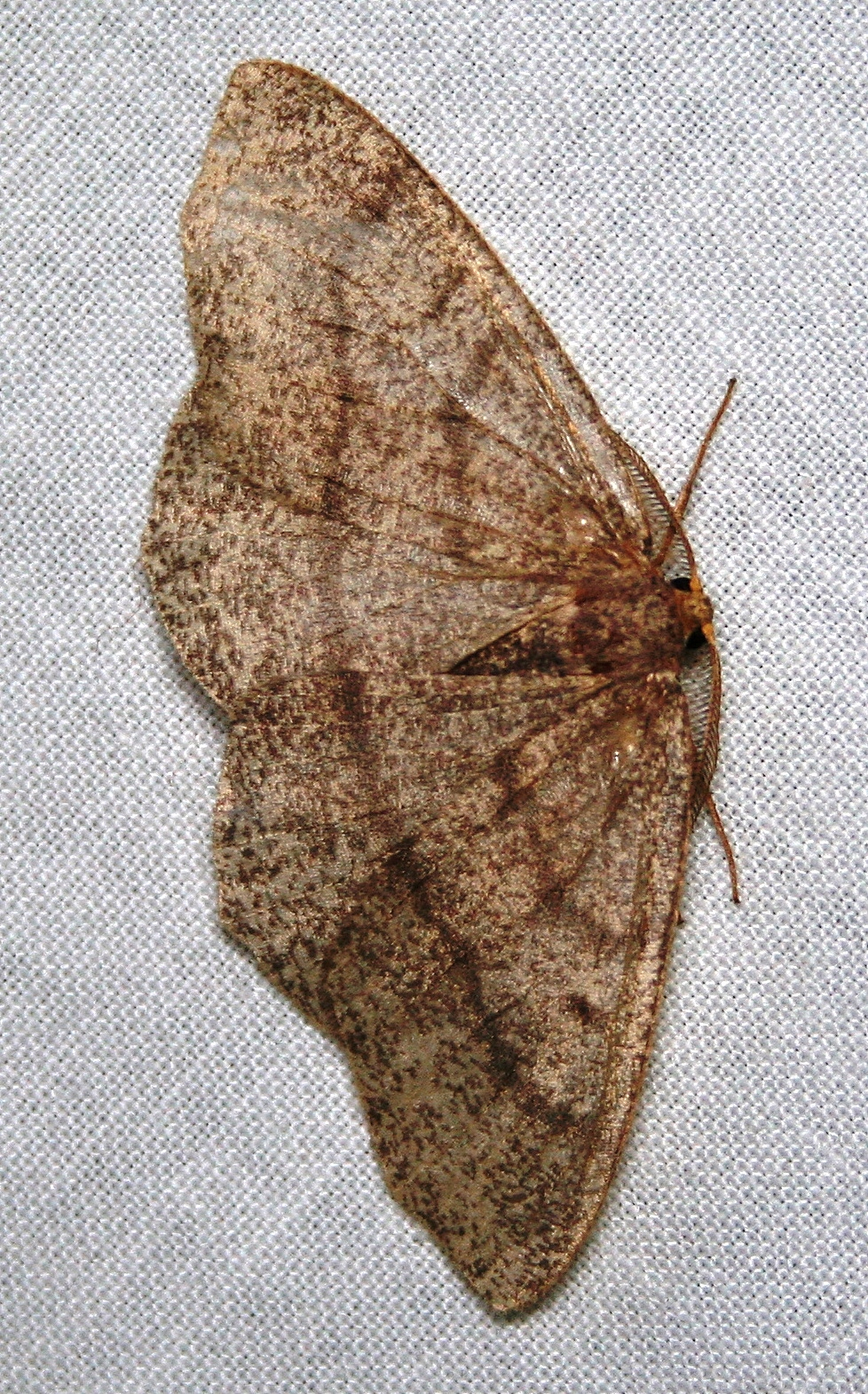
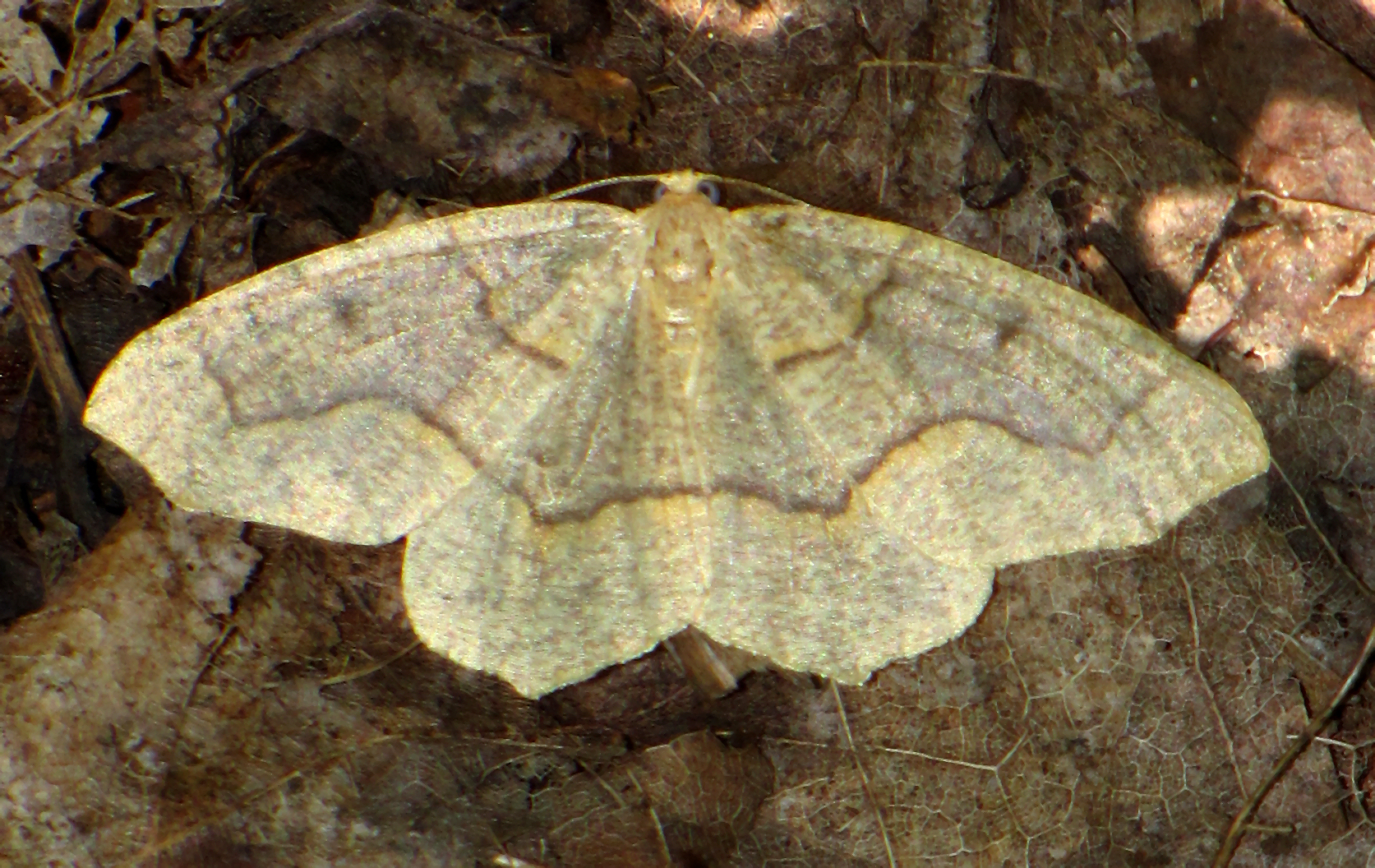
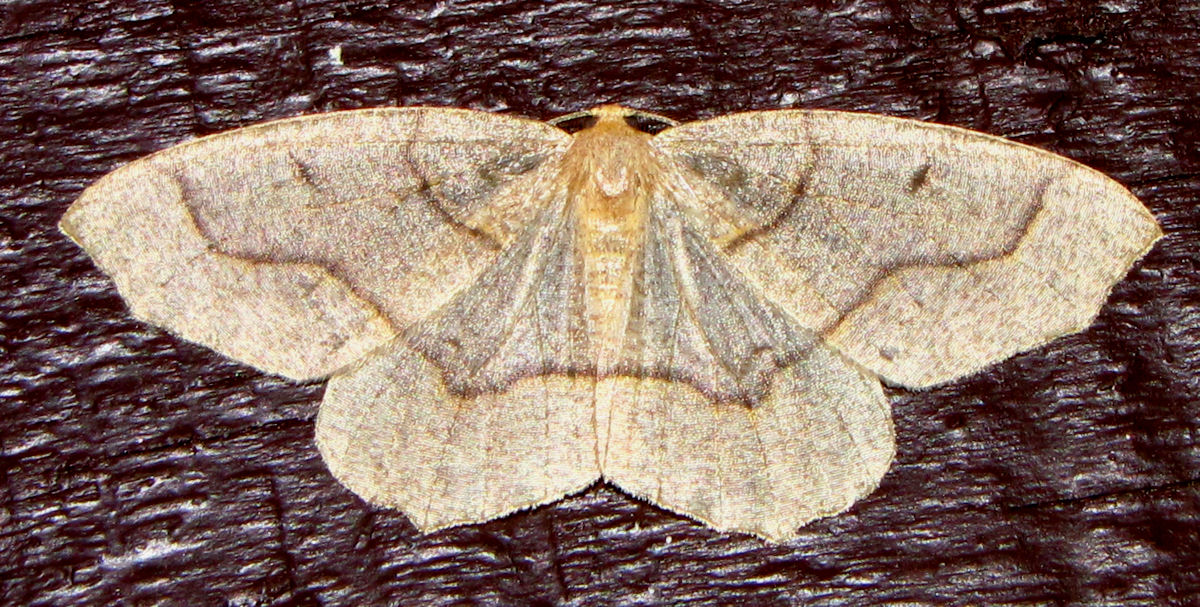
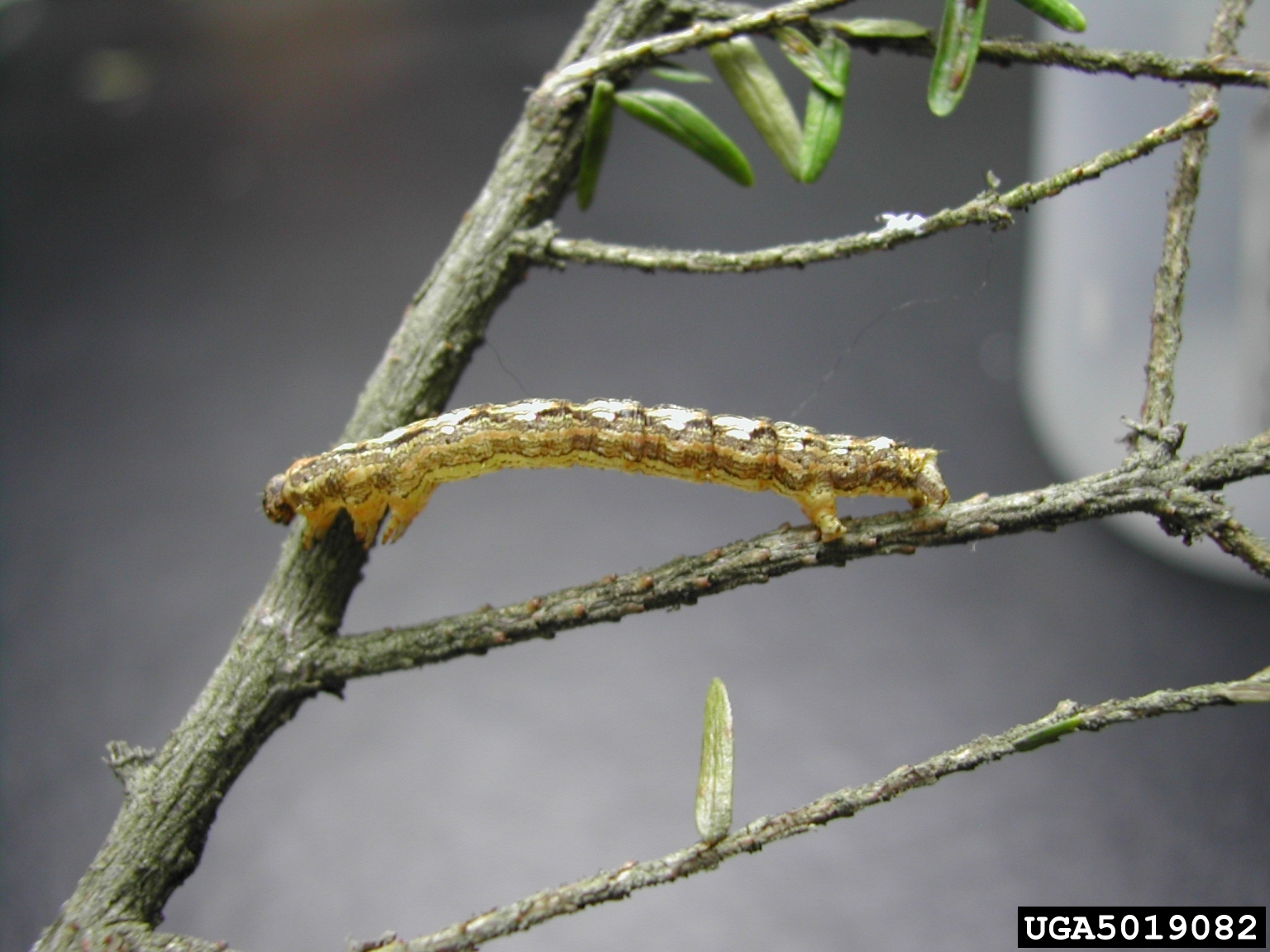
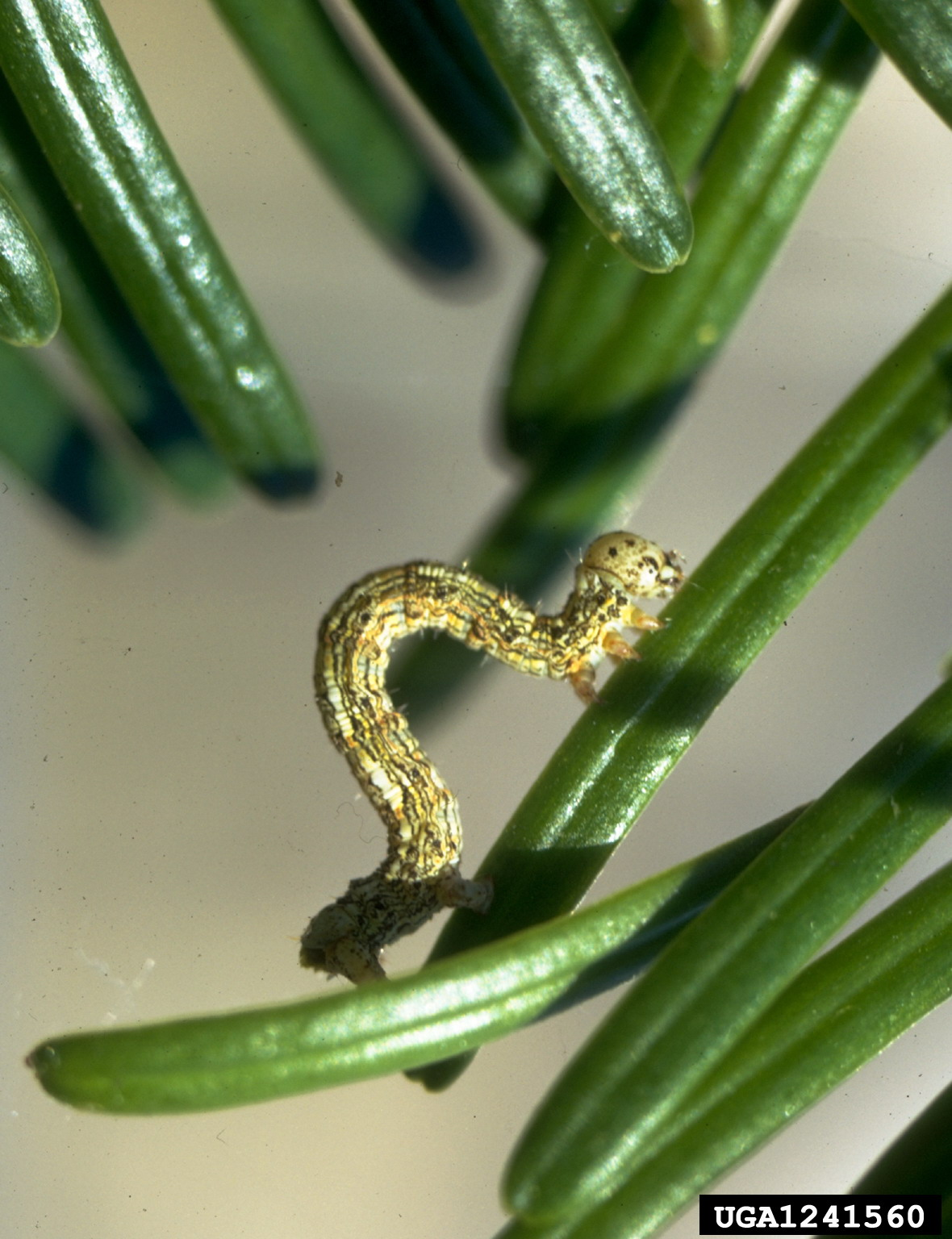
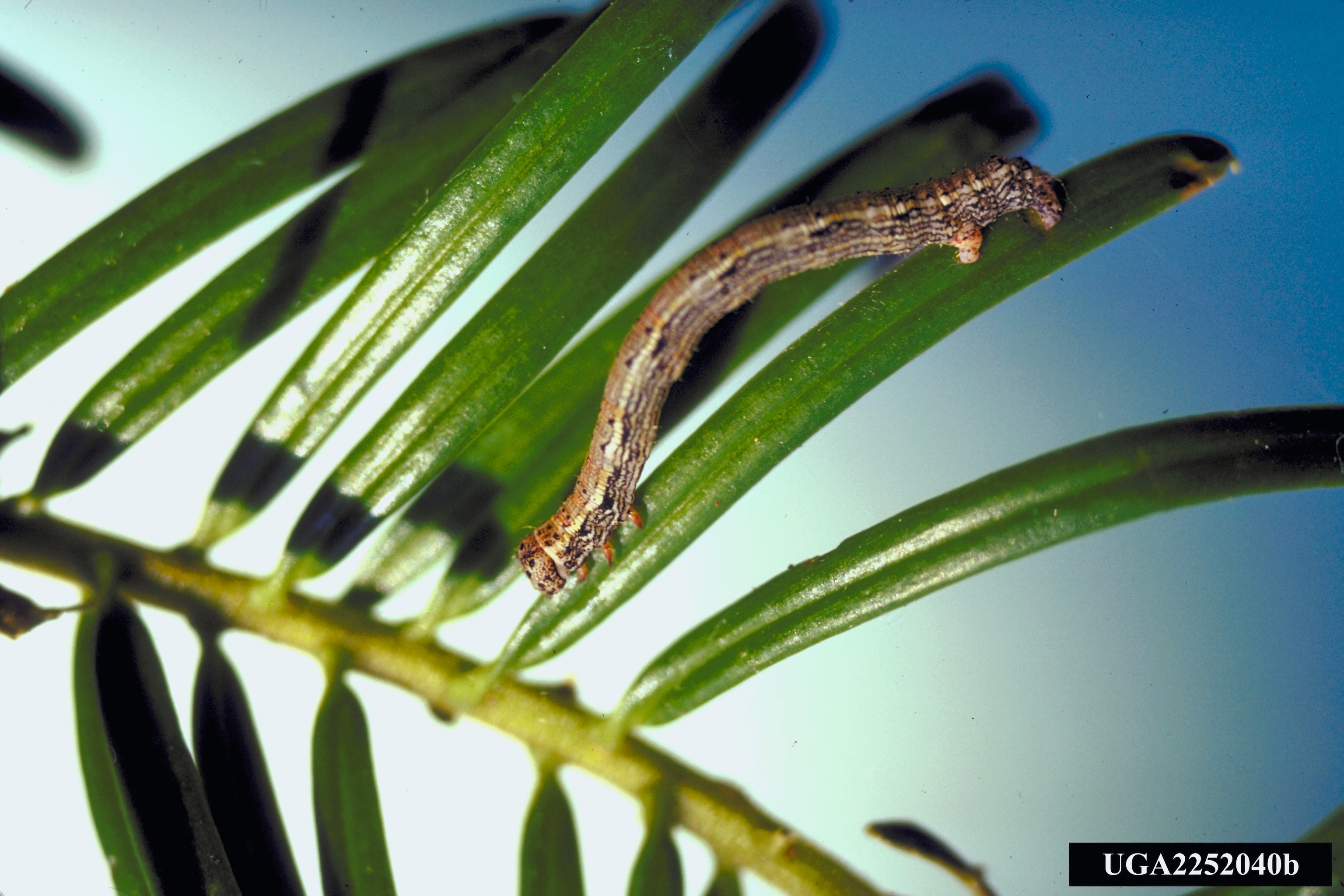

## Dottertaxa tillLambdina, i alfabetisk ordning[1]
- Lambdina aequaliaria
- Lambdina aliaria
- Lambdina athasaria
- Lambdina axion
- Lambdina bibularia
- Lambdina calidaria
- Lambdina canitiaria
- Lambdina endropiaria
- Lambdina fatuaria
- Lambdina fervidaria
- Lambdina fiscellaria
- Lambdina flagitiaria
- Lambdina incongruaria
- Lambdina invexata
- Lambdina jacularia
- Lambdina johnsoni
- Lambdina laeta
- Lambdina lugubrosa
- Lambdina negata
- Lambdina peccataria
- Lambdina pellucidaria
- Lambdina phantoma
- Lambdina pultaria
- Lambdina punctata
- Lambdina quercivoraria
- Lambdina scitata
- Lambdina seminudata
- Lambdina semiundaria
- Lambdina siccaria
- Lambdina somniaria
- Lambdina textrinaria
- Lambdina trilinearia
- Lambdina turbataria
- Lambdina vitraria